# Algeciras (ort i Colombia, Huila, Algeciras)
Algeciras är en ort i Colombia.   Den ligger i departementet Huila, i den centrala delen av landet, 270 km sydväst om huvudstaden Bogotá. Algeciras ligger 1 005 meter över havet och antalet invånare är 10 792.
Terrängen runt Algeciras är bergig åt sydost, men åt nordväst är den kuperad. Algeciras ligger nere i en dal. Runt Algeciras är det mycket glesbefolkat, med 2 invånare per kvadratkilometer. Närmaste större samhälle är Campoalegre, 18,0 km norr om Algeciras. I omgivningarna runt Algeciras växer i huvudsak städsegrön lövskog.